# أنخيل باستوس
أنخيل باستوس (بالإسبانية: Ángel Bastos)‏ (3 مايو 1992 في إسبانيا - ) هو لاعب كرة قدم إسباني في مركز الدفاع. لعب مع نادي ريوس ديبورتيو.

## وصلات خارجية
- أنخيل باستوس على موقع قاعدة بيانات كرة القدم.إي يو (الإنجليزية)
- أنخيل باستوس على موقع Soccerway.com (الإنجليزية)